# NGC 2254
NGC 2254 is een open sterrenhoop in het sterrenbeeld Eenhoorn. Het hemelobject werd op 28 december 1785 ontdekt door de Duits-Britse astronoom William Herschel.

## Synoniemen
- OCL 500